# ديفيد بيرس (اقتصادي)
ديفيد بيرس (بالإنجليزية: David Pearce)‏ هو اقتصادي بريطاني، ولد في 1941، وتوفي في 2005 بسبب ابيضاض الدم.